# بوريس يندكفيست
بوريس يندكفيست (بالسويدية: Boris Lindqvist)‏ هو موسيقي سويدي، ولد في 22 ديسمبر 1940 في ستوكهولم في السويد، وتوفي في أكتوبر 2017 في قبرص.

## وصلات خارجية
- بوريس يندكفيست على موقع ميوزك برينز (الإنجليزية)
- بوريس يندكفيست على موقع ديسكوغز (الإنجليزية)